# Arina Opiónysheva
Arina Pávlovna Opiónysheva –en ruso, Арина Павловна Опёнышева– (Zelenogorsk, 24 de marzo de 1999) es una deportista rusa que compite en natación, especialista en el estilo.
Ganó una medalla de bronce en el Campeonato Mundial de Natación en Piscina Corta de 2016 y dos medallas en el Campeonato Europeo de Natación de 2018. Participó en los Juegos Olímpicos de Río de Janeiro 2016, ocupando el séptimo lugar en la prueba de 4 × 200 m libre.

## Palmarés internacional
| Campeonato Mundial en Piscina Corta | Campeonato Mundial en Piscina Corta | Campeonato Mundial en Piscina Corta | Campeonato Mundial en Piscina Corta |
| Año                                 | Lugar                               | Medalla                             | Prueba                              |
| ----------------------------------- | ----------------------------------- | ----------------------------------- | ----------------------------------- |
| 2016                                | Windsor (Canadá)                    | Medalla de bronce                   | 4 × 200 m libre                     |
| Campeonato Europeo                  |                                     |                                     |                                     |
| Año                                 | Lugar                               | Medalla                             | Prueba                              |
| 2018                                | Glasgow (Reino Unido)               | Medalla de plata                    | 4 × 200 m libre                     |
| 2018                                | Glasgow (Reino Unido)               | Medalla de bronce                   | 4 × 100 m libre mixto               |